# Soldados de Salamina
Soldados de Salamina é um livro escrito por Javier Cercas, e faz alusão à batalha de Salamina, em que a frota ateniense venceu a persa. Com cerca de 250.000 exemplares vendidos em Espanha, foi traduzido em onze países, cumulado de prémios literários, Soldados de Salamina.

## Enredo
O núcleo central do livro gira em torno da figura de Rafael Sánchez Mazas, escritor e ideólogo da Falange Espanhola e estreito colaborador de José Antonio Primo de Rivera, e em particular o episódio de como escapou de seu fuzilamento. A Guerra Civil Espanhola estava acabando e as tropas nacionais avançavam desde a Catalunha. As tropas republicanas se retiraram, arrasando pontes e vias de comunicação para guarnecer sua retirada. Sánchez Mazas está preso em Barcelona e consegue escapar de um fuzilamento coletivo. Quando saem em sua busca, um soldado o encontra, mas o liberta. Sánchez Mazas se esconde e consegue a ajuda de um grupo. O autor do livro, Javier Cercas, aparece como personagem no livro, vivendo um jornalista que investiga a história para escrever um livro.

## Prêmios
Javiér Cercas obteve com esse livro  o primeiro Prêmio Salambó de Narrativa, além de muitos outros como o prêmio Crisol, o prêmio Qué leer, prêmio Crítica de Chile, prêmio Ciutat de Barcelona e o prémio Grinzane Cavour em Itália.